# Laizure-Gletscher
Der Laizure-Gletscher ist ein breiter Gletscher im ostantarktischen Viktorialand. An der Oates-Küste mündet er unmittelbar westlich des Drake Head in die Somow-See.
Australische Kartographen kartierten ihn anhand von Luftaufnahmen der US-amerikanischen Operation Highjump (1946–1947) und solchen, die zwischen 1959 und 1962 im Rahmen der Australian National Antarctic Research Expeditions entstanden. Der United States Geological Survey kartierte ihn detaillierter mittels eigener Vermessungen und Luftaufnahmen der United States Navy aus den Jahren von 1960 bis 1964. Das Advisory Committee on Antarctic Names benannte ihn 1970 nach Leutnant David Hunter Laizure (* 1943), Navigator einer LC-130 Hercules bei der Operation Deep Freeze des Jahres 1968.